# Alberzarín
Alberzarín o alberzarina es una especie de lana, especial en otros tiempos de España, de poca exportación y que se empleaba mezclándola con otras lanas antes de usarla. Se exportaba principalmente a Portugal.
Algunos autores pretenden que tal nombre sea una corruptela de Albarracín, de cuya sierra o región quieren que procedan los ganados que proporcionaban dicha clase de lana.